# NGC 2292
NGC 2292 este o interacțiune de galaxii situată în constelația Câinele Mare. A fost descoperită în 20 ianuarie 1835 de către John Herschel.